# Тениско првенство Дубаија 2011.
Тениско првенство Дубаија 2011. био је АТП 500 турнир међу АТП турнирима 2011. и Премијер 5 турнир међу ВТА турнирима 2011. И мушки и женски турнир су се одржали на стадиону Aviation Club Tennis Centre у Дубаију, у Уједињеним Арапским Емиратима. Женски турнир ће се одржао од 13. до 19. фебруара, а мушки турнир од 21. до 27. фебруара.

## Тенисерке

### Носиоци
| Држава      | Тенисерка          | Ранг* | Носилац |
| ----------- | ------------------ | ----- | ------- |
| Данска      | Каролина Возњацки  | 1     | 1       |
| Русија      | Вера Звонарјова    | 3     | 2       |
| Италија     | Франческа Скјавоне | 4     | 3       |
| Аустралија  | Саманта Стосур     | 5     | 4       |
| Кина        | Ли На              | 7     | 5       |
| Србија      | Јелена Јанковић    | 8     | 6       |
| Бјелорусија | Викторија Азаренка | 9     | 7       |
| Пољска      | Агњешка Радвањска  | 10    | 8       |
| Израел      | Шахар Пер          | 11    | 9       |
| Француска   | Марион Бартоли     | 15    | 10      |
| Италија     | Флавија Пенета     | 16    | 11      |
| Естонија    | Каја Канепи        | 17    | 12      |
| Чешка       | Петра Квитова      | 18    | 13      |
| Србија      | Ана Ивановић       | 19    | 14      |
| Русија      | Алиса Клејбанова   | 22    | 15      |
| Русија      | Светлана Кузњецова | 23    | 16      |

* Ранг на ВТА листи 7. фебруара 2011.

### Остале учеснице
Тенисерке које су добиле специјалну позивницу организатора за учешће на турниру:
- Јелена Докић
- Бојана Јовановски
- Сања Мирза

Тенисерке које су до главног жреба доспјеле играјући квалификације:
- Кристина Бароа
- Зузана Кучова
- Нурија Љагостера Вивес
- Ајуми Морита
- Анастасија Пављученкова
- Пенг Шуеј
- Шанел Схеперс
- Џанг Шуеј

## Тенисери

### Носиоци
| Држава     | Тенисер         | Ранг* | Носилац |
| ---------- | --------------- | ----- | ------- |
| Швајцарска | Роџер Федерер   | 2     | 1       |
| Србија     | Новак Ђоковић   | 3     | 2       |
| Чешка      | Томаш Бердих    | 7     | 3       |
| Русија     | Михаил Јужни    | 11    | 4       |
| Хрватска   | Иван Љубичић    | 14    | 5       |
| Кипар      | Маркос Багдатис | 21    | 6       |
| Летонија   | Ернестс Гулбис  | 22    | 7       |
| Француска  | Микаел Љодра    | 23    | 8       |

* Ранг на АТП листи 14. фебруара 2011.

### Остали учесници
Тенисери који су добили специјалну позивницу организатора за учешће на турниру:
- Омар Авадхи
- Михаел Берер
- Сомдев Деверман

Тенисери који су до главног жреба доспјели играјући квалификације:
- Карол Бек
- Сергеј Бупкаа
- Григор Димитров
- Лукаш Росол

## Побједници

### Мушкарци појединачно
Новак Ђоковић савладао је  Роџера Федерера, 6–3, 6–3.
- Била је то Ђоковићева друга титула у сезони, а 20. у његовој каријери. Била је његова трећа узастопна титула у Дубаију.

### Жене појединачно
Каролина Возњацки побиједила је  Светлану Кузњецову, 6–1, 6–3.
- Била је то прва титула у сезони за Возњацки, а 13. у њеној каријери. То је била њена прва Премијер 5 титула у сезони, а 3. у њеној каријери.

### Мушки парови
Сергиј Стаховски и  Михаил Јужни савладали су  Жеремија Шардија и  Фелисијана Лопеза, 4–6, 6–3, [10–3].

### Женски парови
Лизел Хубер и  Марија Хосе Мартинез Санчез савладале су  Квјету Пешке и  Катарину Среботник, 7–6(5), 6–3.